# Theobroma pulcherrimum
Theobroma pulcherrimum är en malvaväxtart som beskrevs av Henri François Pittier. Theobroma pulcherrimum ingår i släktet Theobroma och familjen malvaväxter. Inga underarter finns listade i Catalogue of Life.